# Beck, Bogert & Appice
Beck, Bogert & Appice byla hard rocková superskupina, kterou v roce 1972 založili Jeff Beck (dříve The Jeff Beck Group), Carmine Appice a Tim Bogert (oba ex Vanilla Fudge a Cactus).